# René Coty
René Coty  (numele la naștere, Jules Gustave René Coty (pronunție în franceză [ʁəne kɔti]; n. 20 martie 1882, Le Havre  – d. 22 noiembrie 1962, Le Havre) a fost cel de-al șaptesprezecelea președinte al Franței în perioada 1954 - 1959.
Coty a fost al doilea și ultimul președinte al celei de-a patra Republici Franceze.

## Biografie

### Viață timpurie și politică
René Coty s-a născut la Le Havre în 1882, unde a studiat la școală generală și, apoi, liceul. A revenit în orașul natal  după ocuparea celei mai înalte poziții din statul francez, unde și decedat 80 de ani mai târziu. 
Studiile universitare le-a urmat la Universitatea din Caen (fr  Université de Caen), pe care a absolvit-o în 1902, cu grade universitare în drept și filozofie. După terminarea studiilor universatare, Coty a lucrat ca avocat în orașul său natal, specializându-se în legi comerciale și maritime. 
De asemenea, a devenit implicat în politică, ca membru al partidului en  Partidul Radical, iar în 1907 a fost ales în calitate de consilier de district. În anul următor, a fost ales în consiliul comunal al orașului Le Havre, în calitate de membru al grupului Republican de Stânga. A menținut ambele poziții până în 1919. Coty a servit, de asemenea, ca membru al fr  Conseil Général al districtului fr  Seine-Inférieure, pentru aproape 30 de ani (1913 – 1942), fiind vicepreședinte al Consiliului General între 1932 - 1942. 

### Cele două războaie mondiale și Vichy
O dată cu izbucnirea primului război mondial, Coty a voluntariat la înrolare, fiind trimis să servească în Divizia 129 de infanterie. A luptat, printre altele, și în Bătălia de la Verdun, scăpând fără răni semnificative din prima conflagrație mondială. 
În 1923, Coty a intrat în legislatură, devenind membru al Camerei Deputaților, fiind succesorul lui Jules Siegfried, ca deputat de Seine-Inférieure. La vremea alegerii sale, Coty se detașase deja Partidul Radical, candidând și câștigând locul de deputat ca membru al Uniunii Republicane. 
Într-una din cele mai scurte guvernări moderne, între 13 și 23 decembrie 1930, viitorul președinte francez a servit ca sub-secretar de stat al ministerului de interne, în efemerul guvern al lui Théodore Steeg.
În 1936, Coty a fost ales în Senatul Franței, ca senator al aceluiaș departament, Seine-Inférieure. În această calitate, a fost unul dintre parlamentarii francezi care a votat, în ziua de 10 iulie 1940, pentru acordarea de puteri extraordinare lui Philippe Pétain, ca atare contribuind la instaurarea guvernului de la Vichy, favorabil naziștilor. 
Realizând greșeala făcută, a rămas relativ inactiv în timpul desfășurării celui de-al doilea război mondial, necolaborând nici cu naziștii și nici cu guvernul de la Vichy. Ca urmare, Coty a fost reabilit după război și s-a reîntors în politică în calitatea sa de senator al Senatului Rebublicii franceze. 

### După 1945
După război, reabilitare și reîntoarcerea în Senatul Republicii franceze, Coty s-a alăturat guvernului lui Robert Schuman ca minister al reconstrucției și a afacerilor urbane. Întors din nou în Seant, după terminarea „misiunii” de ministru, a devenit viceprședintelui acestuia până la alegerea sa ca președinte la data de 23 decembrie 1953, la al treisprezecelea balot. 